# Улица Рене Декарта (Киев)
Улица Рене Декарта (до 2022 года — улица Кулибина) (укр. Вулиця Рене Декарта) — улица в Святошинском районе города Киева. Пролегает от Берестейского проспекта, бывшего проспекта Победы (без проезда) до улицы Галагановская, в исторически сложившейся местности (районе) Галаганы.
Примыкают улицы Стрыйская и Алексея Бездольного (бывшая Червонозаводская), а также два переулка: Антонины Смереки (бывший переулок Кулибина, переименованный в честь советской украинской актрисы А. М. Смереки решением Киевского горсовета от 18.05.2023 № 6433/6475) и Анатолия Базилевича (с 1955 по 2023 г. назывался Червонозаводским, затем был переименован в честь народного художника Украины А. Д. Базилевича решением Киевского горсовета от 18.05.2023 № 6444/6485).

## История
Возникла в середине XX века как Новая улица. 
5 июля 1955 года Новая улица в Октябрьском районе была переименована в улицу Кулибина — в честь русского механика-изобретателя Ивана Петровича Кулибина, согласно решению исполнительного комитета Киевского городского совета депутатов трудящихся № 857 «О переименовании улиц г. Киева» («Про перейменування вулиць м. Києва»). Также по названию улицы был назван переулок Кулибина. 
В процессе дерусификации городских объектов 28 октября 2022 года улица получила современное название — в честь французского философа, математика и естествоиспытателя Рене Декарта, а переулок Кулибина в мае 2023 года стал переулком Антонины Смереки. 

## Застройка
Улица пролегает в южном направлении параллельно Чистяковской улице. 
Четная и нечетная стороны улицы заняты многоэтажной жилой застройкой, учреждениями обслуживания.
Учреждения:
1. Дом № 11 — спорткомплекс «Олимп» станкостроительного завода.